# Двигун із екранованими полюсами

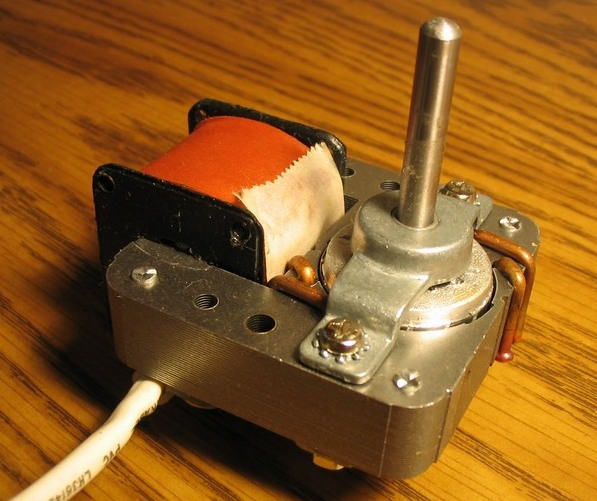
Малопотужний двигун з короткозамкнутим ротором і екранованими полюсами

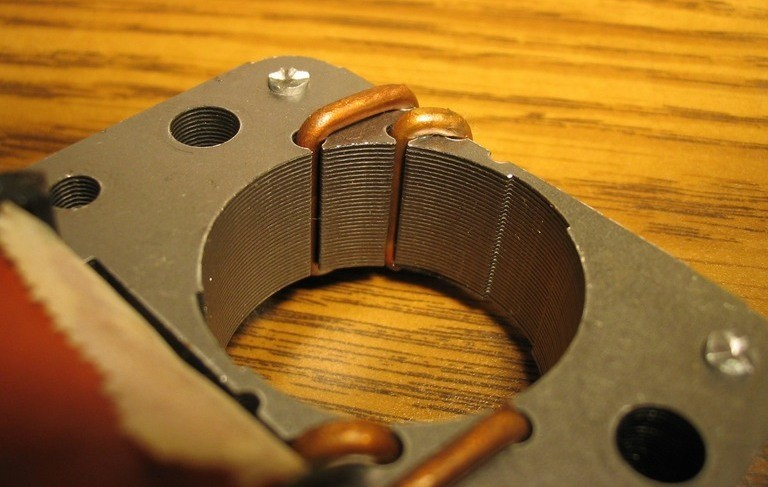
Екрановані котушки

Асинхронний двигун з екранованими полюсами (англ. shaded-pole motor) — оригінальний тип однофазного двигуна змінного струму, в якому для створення пускового моменту використовується короткозамкнута обмотка, яка називається екраном. Уперше такі двигуни почали з'являтися близько 1890 року.

## Будова і принцип роботи
Двигун з екранованими полюсами являє собою невеликий двигун із короткозамкнутим ротором кожен полюс якого розщепляють на дві або більше частини. Одна частина полюса залишається неекранованою, а на інші надівається короткозамкнутий виток (екран) у вигляді мідного кільця. При подачі на обмотку статора змінного струму, магнітний потік через неекранований кінець полюса наростає і спадає у відповідності з струмом через обмотку статора. На екранованому полюсі наростанню або спаданню магнітного потоку перешкоджає ЕРС, наведена в екрані, але оскільки електричний опір екрану має обмежене значення, магнітний потік на екранованому кінці полюса також наростає і спадає, але із зсувом по фазі відносно неекранованого кінця. Завдяки цьому створюється обертове магнітне поле.

## Переваги
- Простота конструкції: відсутність необхідності в конденсаторі або комутації пускової обмотки;
- Робота від однофазної мережі;
- Сумісні з регуляторами змінної швидкості на основі симісторів, які часто використовуються з вентиляторами.

## Недоліки
- Низький ККД (біля 26 %) через втрати в екрані[3];
- Невеликий пусковий момент: 0,5 ÷ 0,6 номінального (через те що фазовий зсув між екранованою і неекранованою секціями є невеликий).

## Область застосування
Через невеликий пусковий момент двигуни з екранованими полюсами в основному використовуються для приведення в дію малопотужних вентиляторів в побутовій (мікрохвильові печі, духові шафи, витяжні вентилятори, стельові вентилятори) а також промисловій техніці. Крім того в програвачах вінілових дисків. Такі мотори практично не випускають на потужності більше 200 Вт.